# P001
P001（ぴーぜろぜろいち）は、パナソニック モバイルコミュニケーションズによって開発された、auブランドを展開するKDDIおよび沖縄セルラー電話のCDMA 1X WIN（後のau 3G）対応音声用端末である。製造型番はMA001（えむえー ぜろぜろいち）。

## 概要
W62Pの後継にあたる機種であり、同社初の「KCP+」に対応する中堅クラス向けの音声用端末である。この機種より同社の同キャリア向けの音声用端末及びauとしてはSD-Audio再生機能が廃止されているものの、代わりにEZ「着うたフルプラス」とLISMO Videoには対応している。同キャリア向けパナソニック端末としては初めて3.1型フルワイドVGA液晶や、オートフォーカス付324万画素カメラを搭載する。ちなみに2009年7月現在の同キャリア向けのKCP+対応音声用端末としては突起部を除き端末本体の奥行が約13.3mmと最も薄く、ワンセグ受信用のアンテナは端末本体に内蔵されている。
また、同社の端末としては初となる「高色再現性液晶」を搭載している。先代機種に比べてNTSC比で約1.8倍の色再現性を実現した。
なお、製造型番の「MA」とはパナソニック モバイルコミュニケーションズの旧社名「松下通信工業」（まつしたつうしんこうぎょう）、ひいては親会社パナソニックの旧社名「松下電器産業」（まつしたでんきさんぎょう）の「ま」である。また、同社の2009年度に発表・発売されたau向け端末としてはこの機種のみとなっている。2010年に入り、同社のサイトから同キャリア向け端末のページが排除された。その後新機種が出ないまま、パナソニック モバイルコミュニケーションズが2022年4月1日にパナソニック システムソリューションズ ジャパンに吸収合併されてパナソニック コネクトとなり、一般向け携帯電話端末から撤退したため、本機がau向けの最終機種となった。
ソフトウェアは東芝製KCP+がベースになっているようで、アイコンなどがW62Tなどと非常に似ている。そのためか、OK/NG音は東芝製の音色違いとなっている。

## 歴史
- 2009年（平成21年）1月29日 - KDDIおよびパナソニック モバイルコミュニケーションズより公式発表。
- 2009年2月26日 - 中国、九州、四国、沖縄地区にて発売。
- 2009年2月27日 - 上記以外の残りの地区にて発売。
- 2009年6月 - 販売終了。
- 2012年（平成24年）7月22日 - L800MHz帯（旧800MHz帯・CDMA Bandclass 3）(←JTACS帯)エリアによるサービスの停波。以降はN800MHz帯（新800MHz帯・CDMA Bandclass 0 Subclass 2）および2GHz帯（CDMA Bandclass 6）の各エリアで利用する事となる。

## 主な機能・サービス
| 主な対応サービス | 主な対応サービス                        | 主な対応サービス                                             | 主な対応サービス         |
| --- | --------------------------------------- | ------------------------------------------------------------ | ------------------------ |
| au LISTEN MOBILE SERVICE (EZ「着うたフル」) (EZ「着うたフルプラス」) (LISMOビデオクリップ) (LISMO Video) (LISMO Book) | EZケータイアレンジ                      | バーコードリーダー&メーカー                                  | PCサイトビューアー       |
| au BOX | ワイヤレスミュージック                  | au Smart Sports Run & Walk Karada Manager カロリーカウンター | EZナビウォーク           |
| EZ助手席ナビ | 安心ナビ                                | 災害時ナビ                                                   | ナカチェン               |
| EZアプリ FullGame! Bluetooth対戦                                                                                      | EZアプリ(BREW)                          | オープンアプリプレイヤー                                     | PCドキュメントビューアー |
| EZケータイアレンジ アレンジメニュー                                                                                   | au oneガジェット マルチプレイウィンドウ | じぶん銀行アプリ                                             | EZ・FM                   |
| EZチャンネル EZチャンネルプラス EZニュースフラッシュ                                                                  | Touch Message                           | EZFeliCa                                                     | ケータイ de PCメール     |
| デコレーションメール                                                                                                  | デコレーションアニメ                    | au one メール                                                | 緊急通報位置通知         |
| ワンセグ | グローバルパスポート (CDMA・GSM)        | 赤外線通信 (irSimple) auフェムトセル                         | Bluetooth                |

## 注
1. ↑  2012年7月23日より利用不可
2. ↑  松下電器産業がパナソニックに社名変更したのは2008年10月1日。
3. ↑  T001までのサウンド。T002以降は効果音が一新されている。